# Терновка (Новониколаевский район)
Терновка (укр. Тернівка) — село,
Терсянский сельский совет,
Новониколаевский район,
Запорожская область,
Украина.
Код КОАТУУ — 2323686612. Население по переписи 2001 года составляло 137 человек.

## Географическое положение
Село Терновка находится на правом берегу реки Верхняя Терса,
выше по течению на расстоянии в 1,5 км расположено село Терсянка,
ниже по течению на расстоянии в 2 км расположено село Марьяновка,
на противоположном берегу — село Викторовка.
По селу протекает пересыхающий ручей с запрудой.
Через село проходит автомобильная дорога Т-0408.